# Okres Łask
Okres Łask (polsky Powiat łaski) je okres v polském Lodžském vojvodství. Rozlohu má 618,23 km² a v roce 2020 zde žilo 49 736 obyvatel. Sídlem správy okresu je město Łask.

## Gminy
Městsko-vesnická:
- Łask

Vesnické:
- Buczek
- Sędziejowice
- Widawa
- Wodzierady

## Město
- Łask

## Sousední okresy
| Růžice kompasu | Poddębice    | Pabianice  | Pabianice | Růžice kompasu |
| Růžice kompasu | Zduńska Wola | Sever      | Pabianice | Růžice kompasu |
| Růžice kompasu | Zduńska Wola | Okres Łask | Pabianice | Růžice kompasu |
| Růžice kompasu | Zduńska Wola | Jih        | Pabianice | Růžice kompasu |
| Růžice kompasu | Wieluń       | Bełchatów  | Bełchatów | Růžice kompasu |